# Bouxwiller (Bas-Rhin)

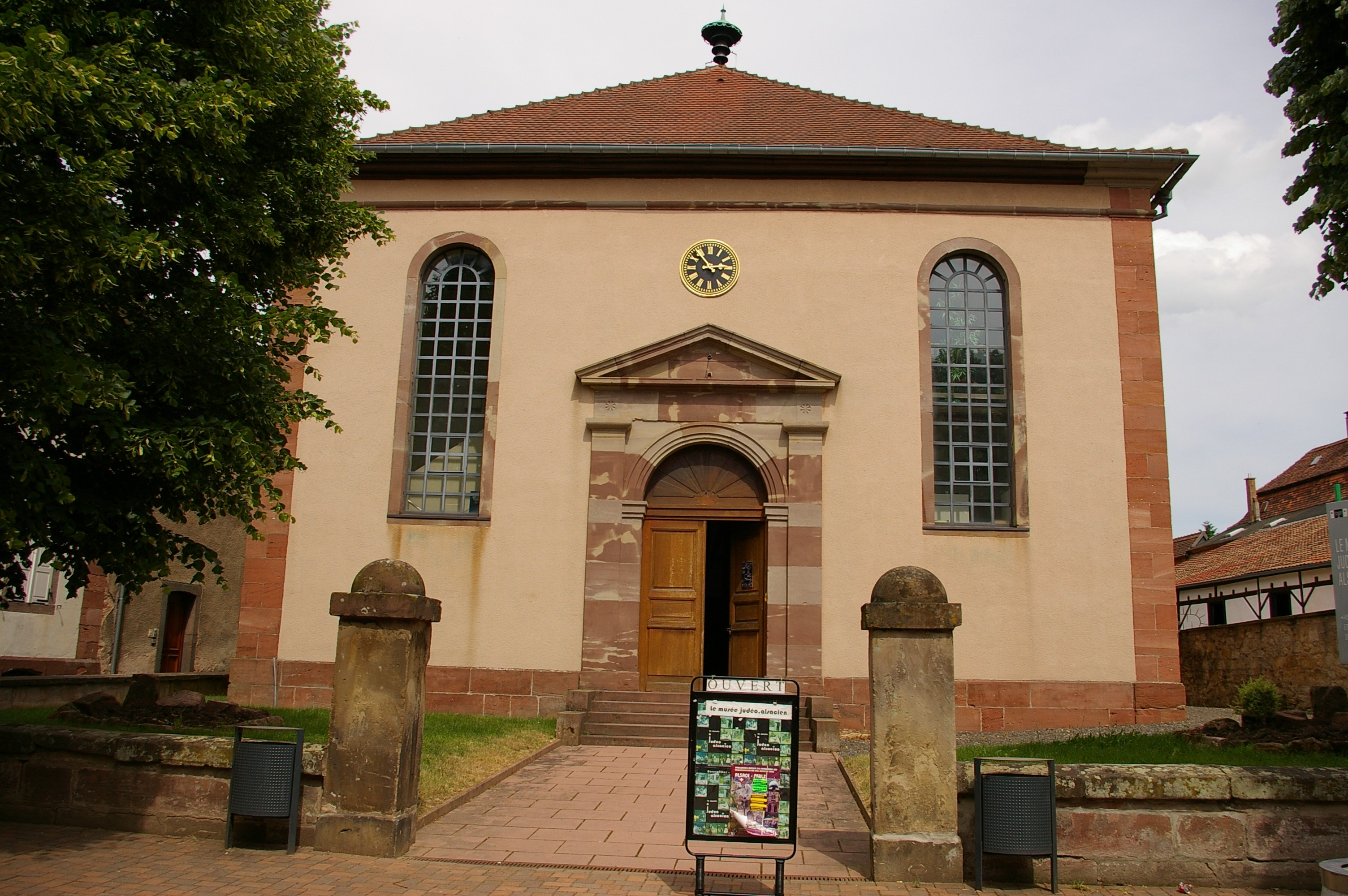
Ehemalige Synagoge, beherbergt heute das Musée judéo-alsacien

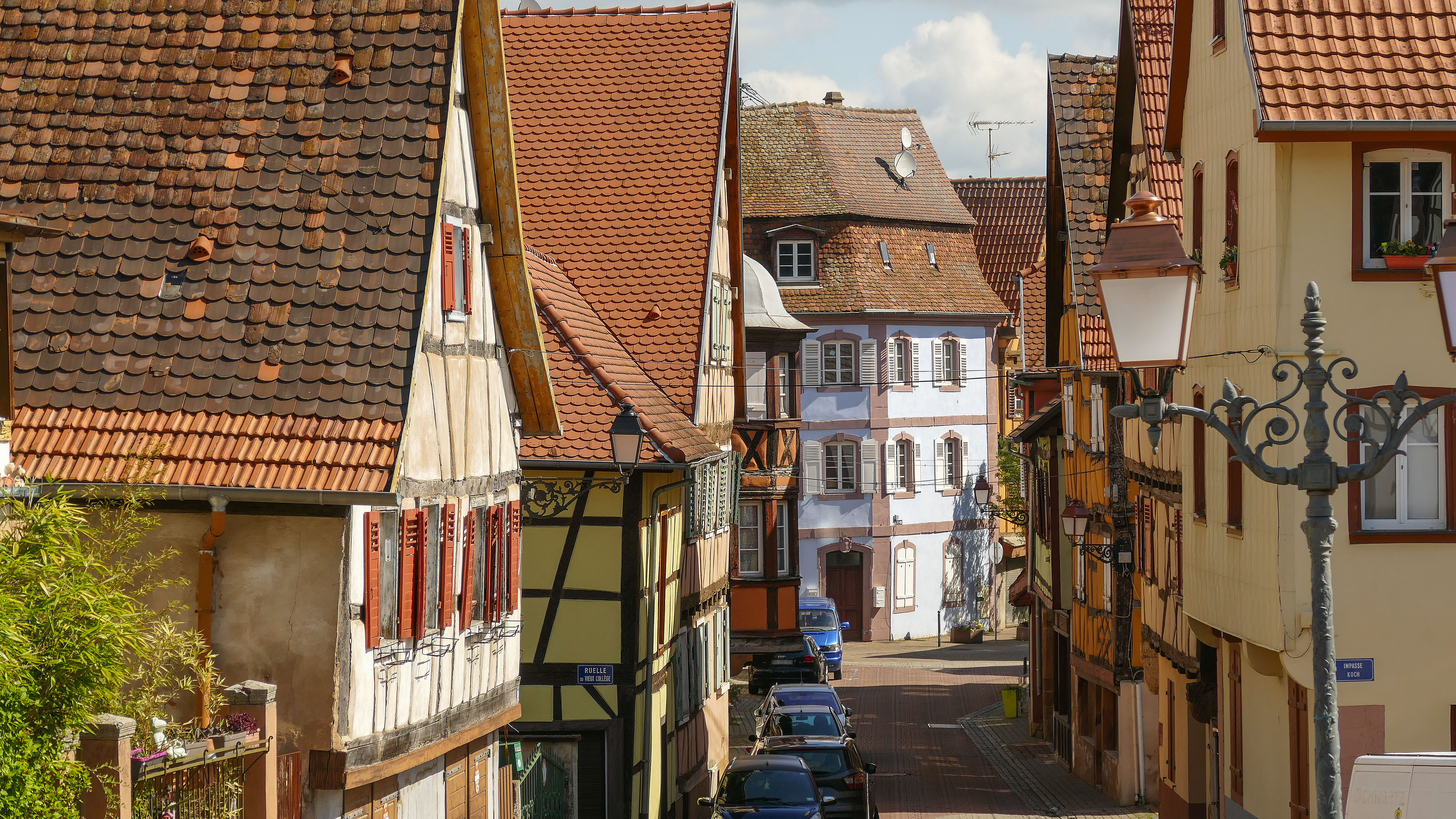
Rue du Canal mit ihren Fachwerkhäusern

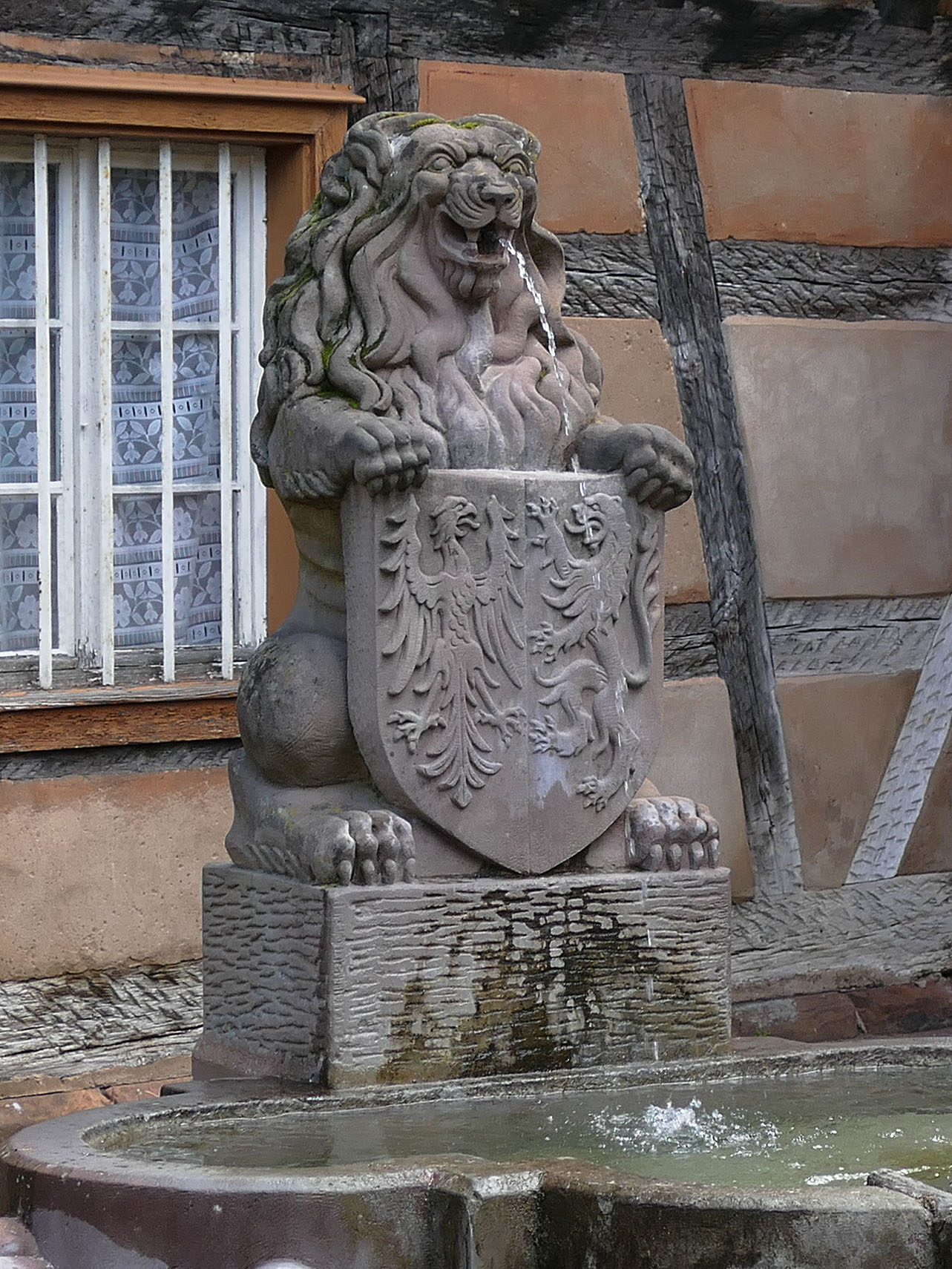
Wappenbrunnen mit Adler und Löwe

Bouxwiller (deutsch Buchsweiler) ist eine französische Gemeinde mit 3712 Einwohnern (Stand: 1. Januar 2021) im Département Bas-Rhin in der Europäischen Gebietskörperschaft Elsass und in der Region Grand Est.

## Geschichte

### Wappen
Wappenbeschreibung: In Blau und Rot gespalten; vorn ein nach links sehender goldener Adler und hinten ein silberner Löwe.

### Urgeschichte
In der Umgebung von Bouxwiller (lateinisch Buxovilla) sind Siedlungsreste aus der Römerzeit nachgewiesen; im 18. Jahrhundert wurden Reste eines römischen Bades gefunden.

### Mittelalter
Die älteste erhaltene urkundliche Erwähnung von Buchsweiler findet sich in einer Schenkungsurkunde aus dem Jahr 724, als Güter in Puxuwilare dem Kloster Weißenburg geschenkt wurden.
Buchsweiler war die „Hauptstadt“ des Amtes Buchsweiler, das am Anfang des 14. Jahrhunderts als Amt der Herrschaft Lichtenberg entstand. Bereits vor 1291 erhielt Buchsweiler vom römisch-deutschen König Rudolf I. Stadtrecht, und zwar das von Hagenau, verliehen. Es war neben der Burg Lichtenberg das Zentrum der Herrschaft. Um 1330 kam es zu einer ersten, 1335 zu einer zweiten Landesteilung zwischen den drei Linien des Hauses Lichtenberg. Buchsweiler fiel je zur Hälfte an Johann II. von Lichtenberg aus der älteren Linie des Hauses und Ludwig III. von Lichtenberg, der die jüngere Linie des Hauses begründete.
Anna von Lichtenberg (* 1442; † 1474), Tochter von Ludwig V. von Lichtenberg (* 1417; † 1474) und eine von zwei Erbtöchtern mit Ansprüchen auf die Herrschaft, heiratete 1458 den Grafen Philipp I. den Älteren von Hanau-Babenhausen (* 1417; † 1480). Der hatte eine kleine Sekundogenitur aus dem Bestand der Grafschaft Hanau erhalten, um sie heiraten zu können. Durch die Heirat entstand die Grafschaft Hanau-Lichtenberg. Nach dem Tod des letzten Lichtenbergers, Jakob von Lichtenberg, eines Onkels von Anna, erhielt Philipp I. d. Ä. 1480 die Hälfte der Herrschaft Lichtenberg. Die andere Hälfte gelangte an seinen Schwager, Simon IV. Wecker von Zweibrücken-Bitsch. Das Amt Buchsweiler – und damit auch Buchsweiler – gehörten zu dem Teil von Hanau-Lichtenberg, den die Nachkommen von Anna erbten.

### Neuzeit
1528 wurde ein Hospital in der Stadt errichtet. Graf Philipp IV. von Hanau-Lichtenberg (1514–1590) führte nach seinem Regierungsantritt 1538 die Reformation in der ganzen Grafschaft konsequent durch, 1545 in Buchsweiler. Der Ort war nun – wie die gesamte Grafschaft – lutherisch. 1612 wurde die Lateinschule eingerichtet.
Mit der Reunionspolitik Frankreichs unter König Ludwig XIV. kam das Amt Buchsweiler unter französische Oberhoheit. Nach dem Tod des letzten Hanauer Grafen, Johann Reinhard III. 1736, fiel Hanau-Lichtenberg – und damit auch das Amt Buchsweiler – an den Sohn seiner einzigen Tochter, Charlotte, Landgraf Ludwig (IX.) von Hessen-Darmstadt. Dieser verlegte 1741 seine Residenz nach Pirmasens. Mit dem durch die Französische Revolution begonnenen Umbruch wurde Buchsweiler französisch. In der Folge der Revolution wurden zahlreiche Gebäude zerstört, das mittelalterliche Residenzschloss 1808.
Bouxwiller ist aber durch die Vielzahl seiner auch heute noch erhaltenen Fachwerkbauten, zum Teil noch aus dem 17. Jahrhundert, einer der malerischsten Orte des Elsass. Der Kanzleibau des Schlosses, 1659–1663 im Auftrag von Graf Friedrich Casimir von Hanau-Lichtenberg durch den gräflichen Werkmeister Hans Weibel errichtet, dient heute als Rathaus der Stadt. Vom 19. Jahrhundert bis Mitte des 20. Jahrhunderts wurde im nahen Bastberg Bergbau betrieben, was der Stadt einen bescheidenen Wohlstand brachte.
Während der deutschen Besatzung wurde die Synagoge von Bouxwiller geschändet und in eine Fabrik umgewandelt. Die in der Gemeinde verbliebenen jüdischen Einwohner wurden 1940 nach Südfrankreich deportiert. Nach Angaben von Yad Vashem wurden vierundzwanzig Opfer des Holocaust.

### Eingemeindungen
Am 1. März 1973 fusionierte Bouxwiller mit den Gemeinden Imbsheim, Griesbach-le-Bastberg und Riedheim. Imbsheim hat den Charakter eines Runddorfes, obwohl Rundlinge im Elsass nicht üblich sind. Die Rue de Fossé ist eine Kreisstraße, die als Zufahrt dient. Durch den Dorfkern führt die Departementsstraße D6.
Auch die Dörfer Riedheim und Griesbach, die wie Imbsheim im Süden der Gemeinde liegen, fusionierten zum gleichen Datum mit Bouxwiller.

### Demographie
| Jahr | Einwohner | Anmerkungen |
| ---- | --------- | --- |
| 1780 | –         | Stadt mit über 450 Feuerstellen (Haushaltungen)                                                                     |
| 1798 | ≈ 3000    | [ 8 ] |
| 1821 | 3552      | davon 2700 Protestanten (die zwei Pfarrer haben), 452 Katholiken und 350 Juden                                      |
| 1846 | 3973      | [ 9 ] |
| 1872 | 3371      | am 1. Dezember, in 497 Häusern; nach anderen Angaben 3698 Einwohner                                                 |
| 1880 | 3365      | am 1. Dezember, auf einer Fläche von 1381 ha, in 486 Häusern, davon 2672 Evangelische, 440 Katholiken und 253 Juden |
| 1885 | 3269      | davon 2653 Evangelische, 360 Katholiken und 256 Juden                                                               |
| 1890 | 3126      | [ 9 ] |
| 1900 | 3101      | meist evangelische Einwohner                                                                                        |
| 1905 | 3037      | [ 9 ] |
| 1910 | 2922      | [ 9 ] [ 15 ] [ 16 ]                                                                                                 |

| Jahr      | 1962 | 1968 | 1975 | 1982 | 1990 | 1999 | 2006 | 2011 | 2017 |
| Einwohner | 3665 | 3717 | 3706 | 3655 | 3693 | 3683 | 4009 | 3994 | 3963 |

## Sehenswürdigkeiten
- Musée du Pays de Hanau
- Das jüdisch-elsässische Museum (Musée judéo-alsacien) in der ehemaligen Synagoge Bouxwiller (Hier wird auch an den Dialekt „Elsässer Jiddisch“ erinnert.)
- Die evangelisch-lutherische Niederkirche[17] in der Bauform einer Querkirche[18] mit der Silbermann-Orgel aus dem Jahr 1778[19]
- Haus Pflüger, Fachwerkhaus aus dem 17. Jahrhundert (Monument historique)
- Haus Siegler, Fachwerkhaus aus dem 17. Jahrhundert (Monument historique)

## Verkehr

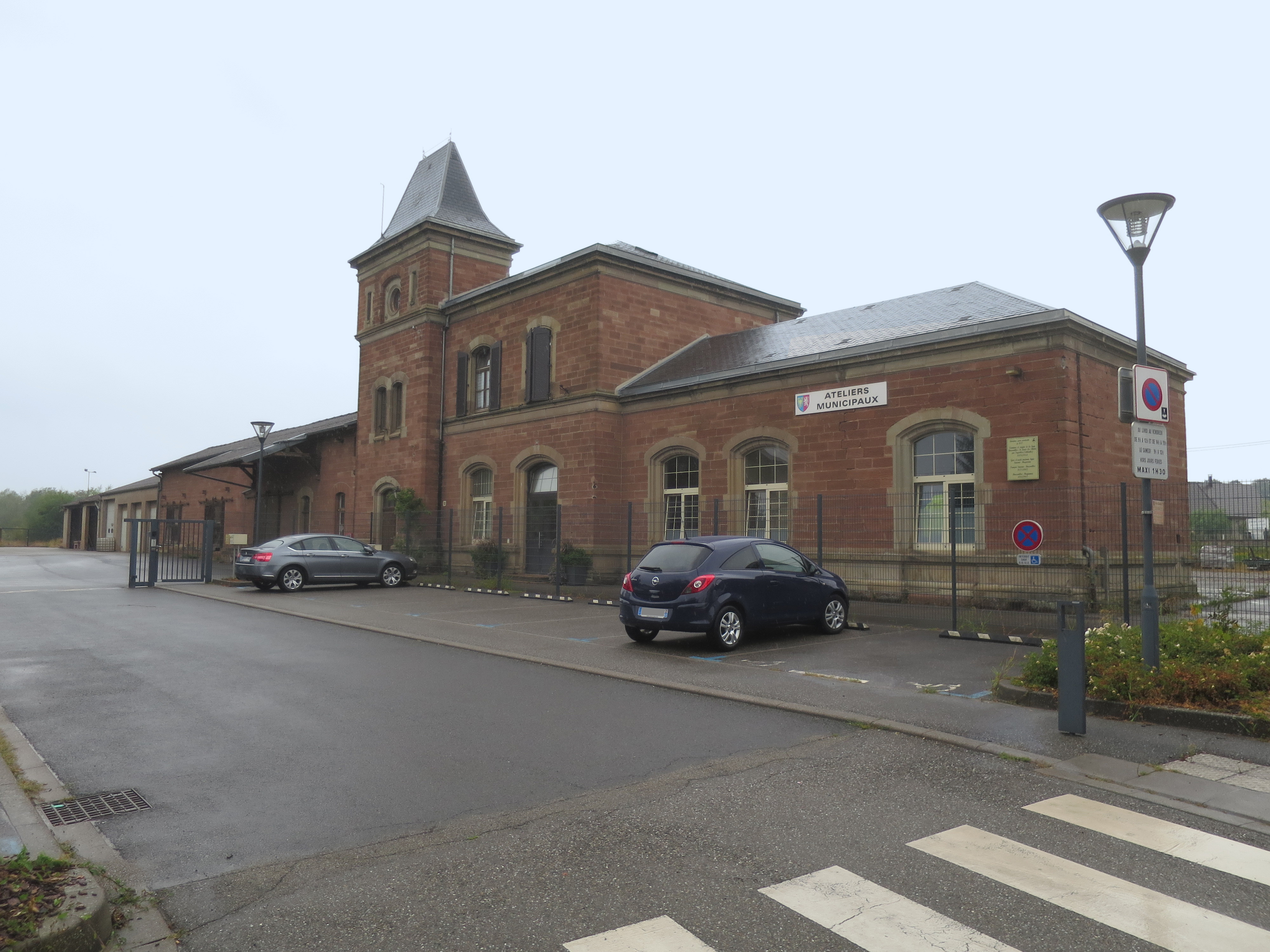
Bahnhof Bouxwiller, Straßenseite

Der Bahnhof Bouxwiller lag an der Bahnstrecke Steinbourg–Rastatt. Der Personenverkehr wurde hier 1953 eingestellt, der Güterverkehr 1975. 1991 wurde die Strecke stillgelegt. Weiter zweigte im Bahnhof Bouxwiller eine kurze Verbindungsstrecke nach Ingwiller ab, die bereits 1953 aufgegeben wurde. Das Empfangsgebäude und die ehemalige Bahnhofsfläche dienen heute als Betriebshof der Gemeinde.
Die Département-Straße 6 durchquert den Ort, während die Département-Straße 17 ihn nördlich umrundet und als Umgehungsstraße für Bouxwiller dient.

## Gemeindepartnerschaften

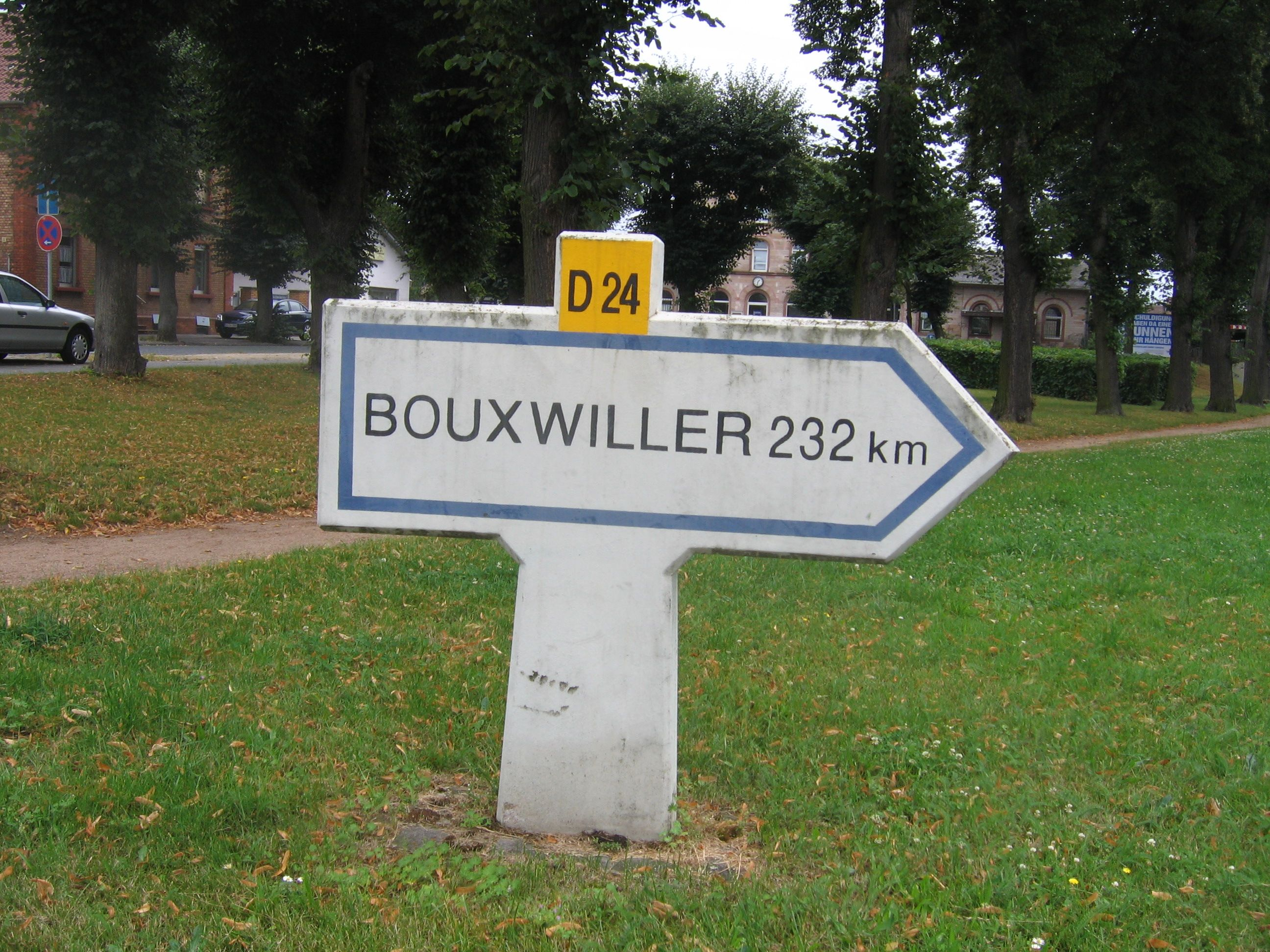
Hinweis in Babenhausen auf die Partnerstadt

Bouxwiller pflegt eine Partnerschaft mit Babenhausen in Hessen; daran erinnert eine Straße in Bouxwiller und ein Straßenwegweiser in Babenhausen.

## Persönlichkeiten
- Ludwig von Hanau-Lichtenberg (1487–1553), Jurist und Domherr in Straßburg
- Johannes Anglicus (1502–1577), evangelischer Theologe und Kirchenliedkomponist
- Agatha Marie von Hanau (1599–1636), Gräfin, Gemahlin von Georg Friedrich von Rappoltstein
- Anna Magdalene von Hanau (1600–1673), Gräfin, Tochter des Grafen Johann Reinhard I. von Hanau-Lichtenberg
- Friedrich Casimir von Hanau (1623–1685), Landesherr der Grafschaft Hanau-Lichtenberg (1641), ab 1642 auch Grafschaft Hanau-Münzenberg
- Johann Philipp von Hanau-Lichtenberg (1626–1669), Sohn des Grafen Philipp Wolfgang von Hanau-Lichtenberg
- Johann Reinhard II. von Hanau-Lichtenberg (1628–1666), Sohn des Grafen Philipp Wolfgang von Hanau-Lichtenberg
- Agatha Christine von Hanau-Lichtenberg (1632–1681), Gräfin
- Charlotte von Hanau-Lichtenberg (1700–1726), Gemahlin des Landgrafen Ludwig VIII. von Hessen-Darmstadt
- Christoph Wilhelm von Koch (1737–1813), Hochschullehrer für Staatsrecht und Geschichte, Schriftsteller und Politiker im Elsass
- Conrad Reinhard Ritter von Koch (1738–1821), Diplomat
- Karoline von Hessen-Darmstadt (1746–1821), durch Heirat Landgräfin von Hessen-Homburg
- Franz Joseph von Besnard (1749–1814), geadelter Leibarzt des bayerischen Königs Max I. Joseph
- Ludwig von Welling (1753–1813), salm-kyrburgischer Regierungs- und Hofkammerpräsident
- Karl Christian Heyler (1755–1823), Pädagoge, Altphilologe, Publizist und Fachautor
- Christian von Hessen-Darmstadt (1763–1830), Landgraf aus dem Haus Hessen-Darmstadt und niederländischer General
- Ludwig Heinrich von Bojanus (1776–1827), deutscher Veterinärmediziner und vergleichender Anatom, Professor in Vilnius
- Karl Heinrich Schattenmann (1785–1869), geboren in Landau in der Pfalz, Direktor der Minen in Bouxwiller und Weinbau-Pionier
- Marie Hart (d. i. Marie Kurr, geb. Hartmann; 1856–1924), elsässische Schriftstellerin und Mundartdichterin
- Pierre Meyer (1900–1964), Forstmann
- Joseph Weill (1902–1988), Mediziner und Widerstandskämpfer
- Michael Ertz (1921–2002), geboren in Imbsheim, Pfarrer, Autor und Heimatforscher